# سمندس
سمندس، (بالإنجليزية: Smendes)‏، (حدج خبر رع ستب ان رع). كان مؤسس الأسرة الحادية والعشرين، اعتلى إلى العرش بعد دفن رمسيس الحادي عشر في مصر السفلى. يرجع اسم سمندس إلى عبادة الإله الكبش رب مدينة مندس، ولا شك أن حامل هذا الاسم كان من مواليد تلك المدينة العريقة التي تقع في شرق الدلتا، (1070-1044) ق.م.

## أصله
لم يعرف اصله بشكل واضح، لكن يعتقد انه كان وزيرا للشمال وقائدا لجيوش الدلتا. ويرجح انه كان من بلده «منديس» وتتبع محافظة المنصورة. وهناك راي يقول: وربما يكون خطا إلى حد كبير على انه ابنا لحريحور. وهناك راي يقول انه على صلة بالبيت القديم حيث تزوج من ابنة رمسيس الحادي عشر، والتي كان لها الحق في الاستيلاء على العرش وكانت تدعى «تا_نوت».

## القابه
يلقب الملك سمندس بعدة القاب منها:
نسو بيتى حج خبر رع ستب ان رع، (بالإنجليزية: nsw-bity hd hpr rc stp n rc)‏. ويعني معبود الشمس صانع التاج الابيض..وهذا اللقب فيه إشارة إلى سيطرته على مصر العليا. ولقب: مري امون نسو با نب جد، (بالإنجليزية: mry imn ns(w) b3 nb dd)‏. وبه إشارة إلى ان اصل هذا الملك يرجع إلى مدينة منديس. أيضا اتخذ لقب «انه حورس الثور القوي محبوب رع».

## توليه العرش
قال انه عزل رمسيس 11 من منصبه وتولى الحكم هو في الشمال. ويقال انه – الارجح انه تزوج من ابنه رمسيس 11 لذلك كان له الحق في الاستيلاء على عرش البلاد. ويقال وهذا راى خطا: انه ابنا لحريحور فتقاسموا معا في الاستيلاء على عرش مصر.

## الحكم

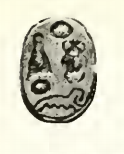
خرطوشة سمندس

كان سمندس يقيم في تانيس حيث كان يحكم مصر السفلى ويتاجر مع آسيا، ثم أصبح ملكا بعد اختفاء الملك رمسيس الحادي عشر وأسس الأسرة الحادية والعشرين التانيسية (نسبة إلى تانيس)، ودر السلام إلى نصابه داخل البلاد، وذلك إذا ما اعتقدنا في الألقاب الرنانة التي أسبغها على نفسه. وربما استمرت فترة حكمه حوالي ربع قرن، ولكنه للأسف الشديد ترك آثارا نادرة للغاية. وقد سرقت آنيتان من الأواني الكانوبية التي كانت تحتوي على أحشائه من الجبانة الملكية بتانيس والتي ربما كان "سمندس هو أول من دفن بها.
يقول مانيتون ان هذا الملك قد حكم حوالى 26 عام..قد حكم حوالى 21 عام فقط باعتباره ملكا ع الشمال وقد قضى في ما يقرب من 4-5 سنوات في حكم البلاد من الشمال إلى الجنوب. ومن الادله التي تثبت فترة حكمه على عرش مصر من الشمال والجنوب: اللقب الذي اتخذه وهو «حج خبر رع» والذي يعني معبود الشمس صانع التاج الابيض..فهذا يعني انه قد حكم إلى جانب الشمال الجنوب أيضا.
نفش وجد له على عمود في قرية (الدبابية) يذكر انه كان يعيش في منف وينتقل من حين لاخر إلى طيبة إلى جانب اهتماماته البالغه في ترميمات معبدي الكرنك والاقصر.

### اتفاقه مع حريحور
قد عاصرت فترة حكم سمندس مع فترة حريحور في الجنوب، ويبدو انه قد توصل الطرفان إلى نوع من الاتفاق فيما بينهم على تقاسم السلطة والالقاب بصورة ودية. وكان مضمون الاتفاق ان يعترف كهنة الجنوب بشرعية الملوك الشماليين في مقابل ان يعترف هؤلاء الملوك بتثبيت حق أبناء «حريحور» وخلفاؤه في قياده الجيش ومنصب الكاهن الأكبر لامون.
وقد تعزز هذا الاتفاق فيما بين الاسرتين الطيبية والتانسية حيث: تزوج باى نجم الأول حفيد حريحور من ابنة سمندس. ولكن كان لهذا الوضع سلبياته أيضا لقد تزعزع هذا الوضع بين المصريين بان ليس لهم ملك واحد. لم يكن هناك من يتحمل المسئولية فلا منهما يلقى بالمسئولية على الآخر. كما ان تسبب ذلك في انهيار علاقة مصر بالعالم الخارجي.

## وفاته
لا يعرف حتى الآن اين دفن، لكن بالكشف على اوانى كانوبية تحمل اسمه في تانيس فيعتقد انه دفن في تانيس.